# IBM Simon
IBM Simon (Саймон) ― персональний мобільний комунікаційний пристрій, у якому вперше були об'єднані функції мобільного телефону і кишенькового комп'ютера. Вважається першим смартфоном, хоч він так не називався у його часи.
Концепт смартфону  компанія IBM представила 23 листопада 1992 року на технологічній виставці COMDEX в Лас-Вегасі. Сам телефон був готовий у 1993 році.
У продаж надійшов 16 серпня 1994 року за ціною 899 $. Всього було продано приблизно 50 тис. пристроїв.
Крім телефонних функцій пристрій мав функції органайзера, міг відправляти й отримувати факси, дозволяв працювати з електронною поштою, а також містив кілька ігор. Був також набір вбудованих функцій, включаючи колекцію нотаток, які ви могли записати, адресну книгу, що нагадувала папку файлів, календар, годинник та засіб планування ділових зустрічей. Клавіш управління не було, всі дії відбувалися за допомогою сенсорного екрану. Телефонний номер можна було набирати пальцями, наявний стилус робив набір зручнішим. Акумулятора вистачало на годину активної роботи.
Смартфон випускався протягом року. IBM після цього перестала займатися смартфонами.